# La Grenouillère (festmény)
A La Grenouillère Claude Monet, illetve Pierre-Auguste Renoir impresszionista festménye. (Monet képének méretei: 74,6 cm x 99,7 cm. Időnként, helyenként Bain à la Grenouillère néven is szerepel.)
Monet egy levelében ezt írta 1869. szeptember 25-én: „Van egy álmom, szeretnék egy képet festeni La Grenouillère fürdőjéről, amiről már csináltam néhány vacak vázlatot (pochades), de ez csak egy álom. Renoir, aki most töltött ott két hónapot, szintén meg akarja festeni.”
Monet-nek ez a képe, a New York-i Metropolitanből, és egy másik, amely a londoni National Gallery-ben található, valószínűleg a levélben említett „vacak vázlatok”. Az igazi festmény is elkészült, amiről Monet álmodozott. Ez korábban az Arnhold-gyűjteményben volt Berlinben, de mára eltűnt.
1869-ben Monet és Renoir meglehetősen közeli barátok voltak. Mindketten nagy szegénységben éltek Saint-Michel-ben, néhány kilométerre nyugatra Párizstól. Gyakran látogatták La Grenouillère-t, ezt a munkások által kedvelt egyszerű fürdőhelyet a Szajnán. Renoir itt festett képe, amelynek kompozíciója szinte megegyezik Monet képével, a stockholmi Nationalmuseetban látható. Kétségtelen, hogy a képek egyszerre készültek, a két barát egymás mellett dolgozott.
Monet és Renoir La Grenouillère-ben az ideális témát látták, kellemes szabadidős hangulattal, amelyről képeiket majd  könnyen el lehet adni. A fürdőhelyet ebben az időben némileg optimista módon Trouville-sur-Seine-ként reklámozták, vonaton könnyen elérhető volt Párizsból. III. Napóleon is ekkor tett ott látogatást feleségével és fiával.
Monet ezen a művén továbbfejlesztette azokat a módszereket, amelyeket már Kert Sainte-Adresse-ben című képén is alkalmazott. Az ismétlődő elemeket - a víz fodrait, a növényzet zöldjét, az emberi alakok foltjait ismétlődő, egyszerű ecsetvonásokkal ábrázolta, amelyek azonban, bár egyértelműen csak egyszerű ecsetvonások maradtak, mégis jól felismerhetően ábrázolják tárgyukat. Ugyanakkor az is világos, hogy a kép valóban csak vázlat maradt; Monet ebben a korszakában általában még részletesebben kidolgozta festményeit.
A festmény Mrs. H. O. Havemeyer hagyatékából került a New York-i Metropolitan gyűjteményébe 1929-ben. Renoir képe 1924-ben került a stockholmi Nemzeti Múzeumba ismeretlen adományozótól.

## Források

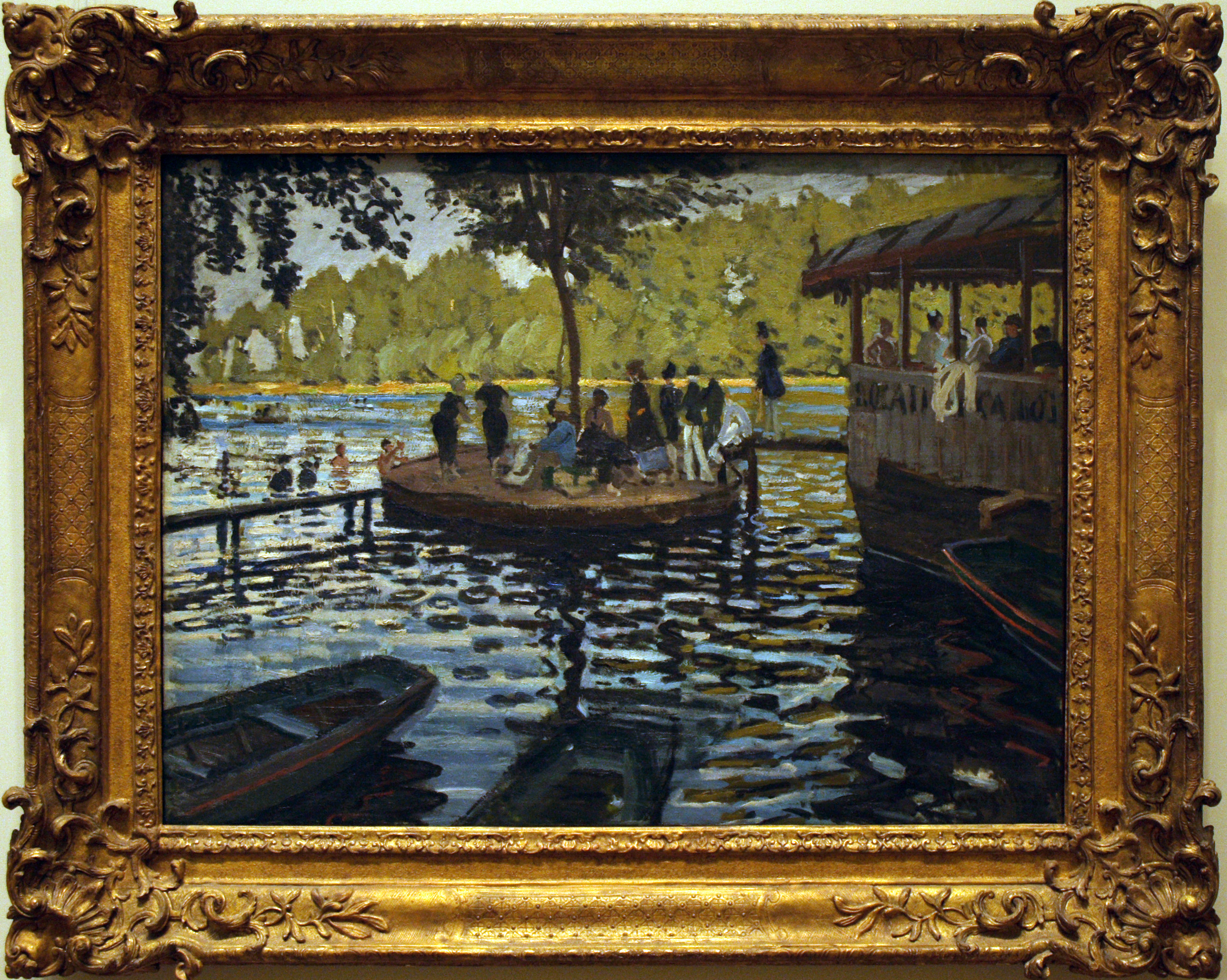
Monet: La Grenouillère, 1869

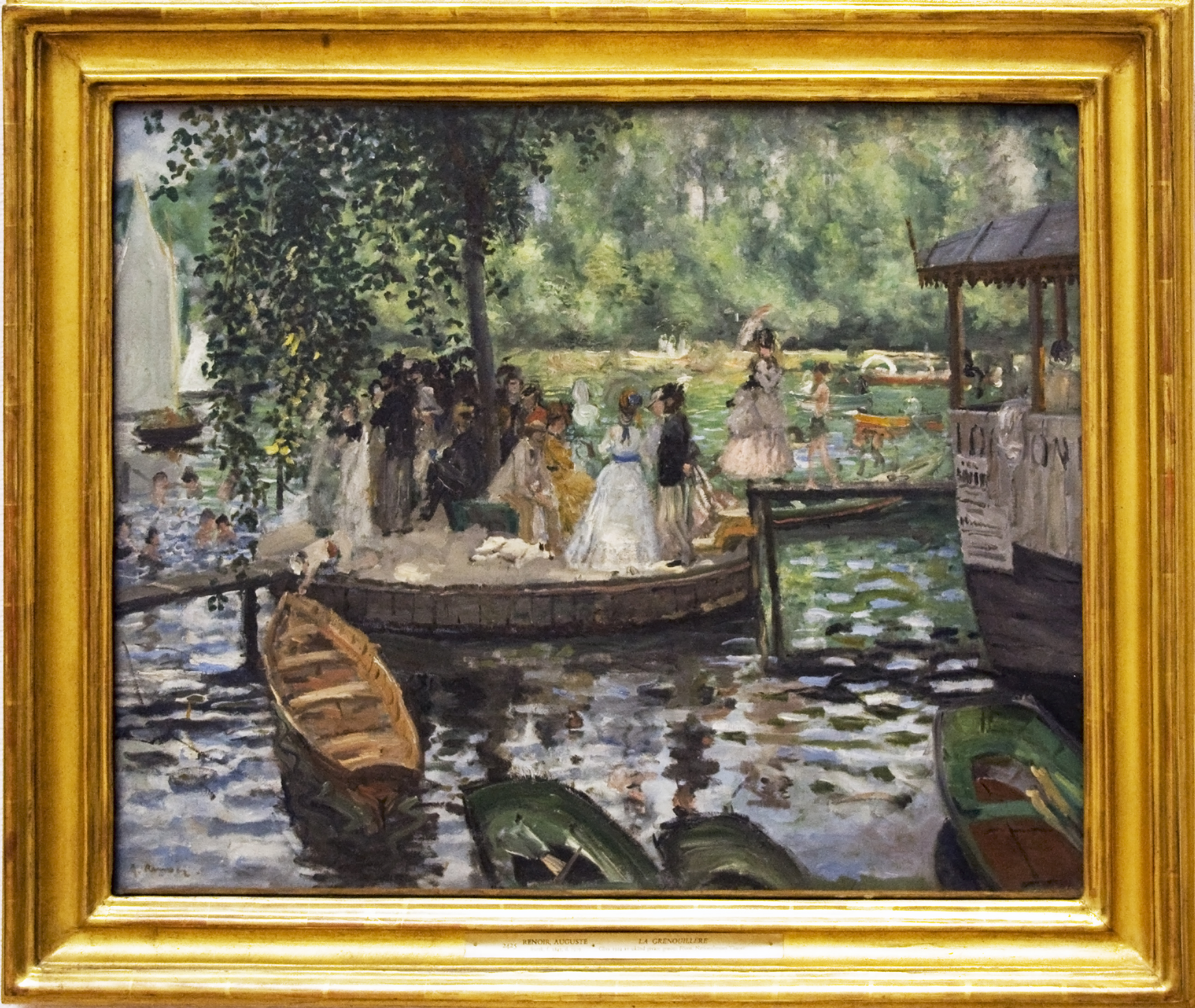
Renoir ugyanott, ugyanakkor készült képe